# William Hay, 6. Lord Hay of Yester
William Hay, 6. Lord Hay of Yester (* 1561; † 10. März 1591) war ein schottischer Adliger und Politiker.

## Leben
Er war der älteste Sohn des William Hay, 5. Lord Hay of Yester (1538–1586) aus dessen Ehe mit Margaret Kerr(† nach 1594), Tochter des Sir John Kerr († 1562), Laird von Ferniehirst. Zu Lebzeiten seines Vaters führte er den Höflichkeitstitel Master of Yester.
Beim Tod seines Vaters erbte er 1586 dessen Adelstitel als Lord Hay of Yester nebst dem damit verbundenen Sitz im schottischen Parlament. Im Oktober 1589 wurde er in den schottischen Kronrat aufgenommen.
Um 1578 hatte er Hon. Mary Maxwell († 1592), Tochter des Hon. Sir John Maxwell (um 1512–1583, Sohn des 4. Lord Maxwell) und der Agnes Maxwell, 4. Lady Herries of Terregles, geheiratet. Mit ihr hatte er einen Sohn und fünf Töchter. Da sein einziger Sohn jung starb, erbte bei seinem Tod, 1591, sein jüngerer Bruder James Hay († 1609) seinen Adelstitel als 7. Lord Hay of Yester.